# Mitage
Pour les articles homonymes, voir Grignotage.

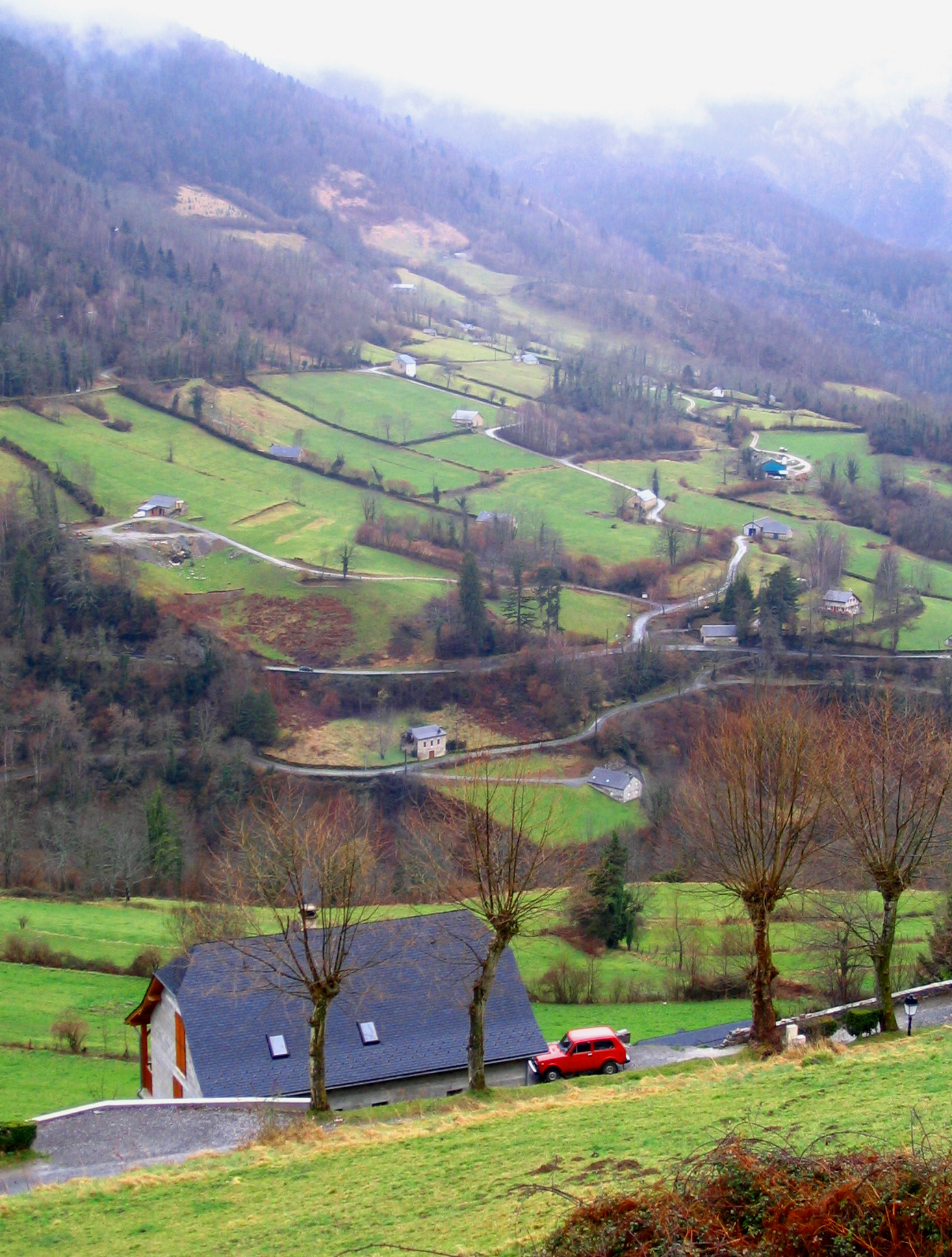
Vallée d'Ossau : le recul du pastoralisme soumet les paysages naturels à la pression de l’aménagement foncier avec l’extension des infrastructures et le mitage du paysage.

En urbanisme, le mitage  est l'éparpillement de constructions (zones d'habitat, zones d'activité) et d'infrastructures dans des espaces initialement ruraux (forestiers ou agricoles), sans continuité du bâti ni plan d'urbanisme.
L'implantation d'édifices dispersés dans un paysage naturel est une conséquence de l'étalement urbain, sous l'effet de fortes pressions foncières ou/et touristiques et en l'absence d'une réglementation d'occupation du sol suffisamment cohérente et contraignante
En France, le mitage s'oppose au caractère concentré des villages traditionnels.

## Définition
Le mitage est la construction d'infrastructures, de maisons isolées ou de zones d'habitat, de zones d'activité, dans des espaces initialement ruraux (forestiers ou agricoles), sans plan d'urbanisme réellement cohérent, voire souvent en violation des règles d'urbanisme. En France, des lois ont été adoptées pour éviter le mitage dans des contextes particulièrement vulnérables : la loi littoral et la loi montagne n'autorisent les constructions qu'en "continuité des hameaux existants", et contraignent la création de nouveaux hameaux.
Le grignotage est l'avancée du front urbain qui se traduit par l'installation progressive de bâtiments dans un paysage non urbain. Le paysage perd ainsi progressivement son caractère rural au profit d'une coexistence de zones vertes et de zones construites comportant une faible densité de bâtiments et de services collectifs. L'"étalement urbain" s'applique très souvent à des lotissements planifiés, cette notion n'est pas équivalent de celle de mitage.
Ce phénomène de grignotage est un des traits de l'étalement urbain et de la périurbanisation. Il tire son origine de l'envie des citadins de posséder une maison avec jardin à l'extérieur de la ville tout en restant à proximité de celle-ci, et de la faiblesse des prix des terrains. Lorsque les terrains libres commencent à atteindre un certain niveau de prix, le grignotage s'étend vers des zones moins chères, augmentant ainsi le degré d'étalement.
La SAFER rapporte que la France a vu le territoire urbain augmenter de 10 % entre 1990 et 2004, passant de 10 à 11 millions d'hectares, ajoutant que sur 198 000 maisons construites en 2003, plus de 152 000 l'ont été en secteur diffus (mitage) plutôt qu'en secteur concentré.
Le grignotage peut aussi consister en la destruction de terres agricoles ou forestières par des activités liées au fonctionnement urbain telles que les briqueteries, déblais et décharges sans qu'il y ait forcément construction de bâtiments.
L'impact du mitage est de plusieurs ordres :
- une dégradation du paysage rural qui perd son homogénéité ;
- une extension coûteuse des réseaux et services (électricité, eau, ramassage des déchets, ramassage scolaire) dont l'entretien est à la charge de la collectivité ;
- une augmentation des déplacements et de la consommation d'énergie associée ;
- une explosion des coûts pour les ménages : pour un célibataire, le seul poste « transport en voiture individuelle » (plus de 5 000 € par an) équivaut au montant du loyer d'un T1 bis en centre-ville (715 € à Bordeaux). Même pour un ménage dont la maison est payée, les coûts du logement sont importants en raison de la taille de la maison : impôts fonciers, taxe d'habitation, entretien, réfections et réparations, etc.